# Храм Воздвижения Честного Креста Господня (Смоленск)
Храм Воздвижения Честного Креста Господня (Крестовоздвиженская церковь, Воздвиженская церковь) — приписной православный храм в городе Смоленске. Относится к Смоленскому благочинию Смоленской епархии. Расположена в восточной части города, на правом берегу Днепра, близ названного в её честь Крестовоздвиженского моста.
Относится к объектам культурного наследия федерального значения.
В настоящее время идёт реставрация, богослужения не совершаются.

## История
Деревянная церковь на месте нынешнего храма впервые упоминается в перечнях городских церквей в 1739 году.
В 1892 году на колокольне церкви висели шесть колоколов, самый большой из которых весил 115 пудов (1840 кг.).
Каменный храм был построен в 1764—1767 гг. на средства полковника Ивана Лесли и купца Нашиванкина. В первой половине XIX века колокольню, до этого отдельно стоящую, соединили с трапезной.
К церкви был приписан кладбищенский каменный храм, построенный в честь иконы Знамения Божией Матери с приделом мучеников и исповедников Гурия, Самона и Авива. Сегодня от него сохранилась только каменная колокольня на Гурьевском кладбище в Садках.
В советское время храм был закрыт.
В 1992 году церковь была передана РПЦ, а в 1995—1998 годах — отреставрирована силами Спасо-Окопного прихода. Проведены работы по реставрации фасадов и интерьера храма, кровельные работы, установка куполов и крестов на главах храма и колокольни.

## Архитектура
Основной объём храма — двухсветный четверик с пятигранной апсидой, увенчанный восьмигранным световым барабанчиком с маленькой главкой. Трапезная низкая, к ней с севера пристроен придел Бориса и Глеба, колокольная состоит из трёх четвериков.
Четверик перекрыт лотковым сводом, трапезная — коробковым, трапезная и придел составляют общее пространство.
Из декоративных элементов следует отметить парные пилястры, ступенчатые наличники окон с сандриками над ними, многообломный карниз, полукруглые фронтоны на четверике.